# Łewadne (hromada Małyniwka)
Łewadne (ukr. Левадне) – wieś na Ukrainie, w obwodzie zaporoskim, w rejonie połohowskim, w hromadzie Małyniwka. W 2001 we wsi mieszkała 1 osoba.